# Goliath (Schiff, 1900)
Die HMS Goliath war ein Einheitslinienschiff der Canopus-Klasse, das Ende des 19. Jahrhunderts für die Royal Navy gebaut wurde. Die Goliath wurde am 13. Mai 1915 vor den Dardanellen durch das türkische Torpedoboot Muavenet-i Milliye versenkt.

## Geschichte
Die HMS Goliath wurde am 4. Januar 1897 in Chatham Dockyard auf Kiel gelegt, am 23. März 1898 vom Stapel gelassen und am 27. März 1900 für den Einsatz auf der China Station in Dienst gestellt.
Die Goliath traf dort zur Zeit des Boxeraufstandes ein und operierte zeitweise zusammen mit den deutschen Linienschiffen der Brandenburg-Klasse. Die erste Überholung der Goliath erfolgte vom September 1901 bis zum April 1902 in Hongkong. Im Juli 1903 verließ sie die Singapur in Richtung Heimat, wo sie bei ihrer Ankunft am 9. Oktober 1903 außer Dienst gestellt und von Januar bis Juni 1904 bei Palmers am Tyne überholt wurde. Am 9. Mai 1905 wurde die Goliath wieder in Dienst gestellt, um die Ocean auf der China Station abzulösen. 1905 ratifizierten das Vereinigte Königreich und Japan einen Bündnisvertrag, der die Notwendigkeit einer Präsenz der Royal Navy auf der China-Station verringerte, wodurch alle dortigen Schlachtschiffe angewiesen wurden, nach Großbritannien zurückzukehren. Infolgedessen wurde die Goliath im Juni 1905 aus China abberufen und verließ Hongkong noch im gleichen Monat. Die Goliath wurde jetzt zur Mittelmeerflotte abgeordnet. Im Januar 1906 wurde sie dann der Channel Fleet zugeteilt.
Am 15. März 1907 wurde das Schiff der Portsmouth Division der neugebildeten Home Fleet zugewiesen. Von August 1907 bis Februar 1908 wurde die Goliath in Portsmouth überholt und am 4. Februar 1908 der Mittelmeerflotte zugewiesen. Auf der Reise nach Malta brach eine Antriebswelle, deren Reparatur vier Monate in Anspruch nahm, ehe sie ihren Dienst wieder aufnehmen konnte. Am 20. April 1909 kehrte sie nach Portsmouth zurück und wurde nunmehr der 4. Division der Home Fleet in der Nore zugeteilt. Während dieser Zeit wurde sie von 1910 bis 1911 in Chatham überholt und dann in Sheerness stationiert. 1913 wurde sie der 3. Reserveflotte im Pembroke Dock zugewiesen.

### Erster Weltkrieg
Beim Ausbruch des Ersten Weltkrieges im August 1914 wurde die Goliath wieder in den aktiven Dienst aufgenommen und dem 8. Schlachtgeschwader der Kanalflotte in Devonport zugewiesen. Am 25. August 1914 sicherte sie die Landung des Plymouth Marine Battalion in Ostende. Am 20. September wurde die Goliath zur East Indies Station beordert, um die Sicherung von Truppentransporten zu unterstützen. Im Oktober begleitete sie einen Konvoi in den Persischen Golf und nach Ostafrika. Von Oktober bis November wurde sie zur Blockierung des deutschen Kreuzers Königsberg und seiner Versorger herangezogen. Vom 28. bis zum 30. November beschoss sie Daressalaam.
Von Dezember 1914 bis Februar 1915 wurde die Goliath im südafrikanischen Simonstown überholt. Anschließend nahm sie als Flaggschiff von Vizeadmiral Sir Herbert Goodenough King-Hall die Angriffe gegen die an der Mündung des Rufiji blockierte Königsberg wieder auf. Am 25. März 1915 erhielt die Goliath den Befehl, sich in die Dardanellen zu begeben, um an den dortigen Operationen teilzunehmen.

#### Schlacht von Gallipoli
Die von Kapitän Thomas Lawrie Shelford befehligte Goliath unterstützte als Teil der alliierten Flotte am 25. April die Landung am Kap Helles, wo sie einige Schäden durch die türkischen Verteidiger erlitt. Außerdem unterstützte sie die alliierten Truppen in der Ersten Schlacht von Krithia und wurde am 2. Mai erneut durch türkische Kanonen getroffen.

#### Verlust derGoliath
In der Nacht vom 12. zum 13. Mai ankerte die Goliath bei nebligen Bedingungen zusammen mit der Cornwallis in der Morto Bay vor Kap Helles, gesichert durch fünf Zerstörer. Gegen 1:00 Uhr gelang es der Muavenet-i Milliye, an den Zerstörern HMS Beagle und HMS Bulldog vorbeizufahren und sich den beiden Schiffen zu nähern. Die Muavenet-i Milliye schoss zwei Torpedos ab, welche die Goliath fast gleichzeitig auf der Höhe des vorderen Turms und des vorderen Schornsteins trafen und eine mächtige Explosion auslösten. Die Goliath begann fast sofort nach Backbord zu krängen. Als ein dritter Torpedo sie auf der Höhe des hinteren Geschützturms traf, kenterte das Schiff und begann mit dem Bug voraus langsam zu sinken. Dabei riss sie 570 Mann einschließlich des Kommandanten mit in die Tiefe.

## Technik
Das Schiff hatte eine Gesamtlänge von 131,45 m, eine Breite von 22,27 und einen Tiefgang von 7,90 m. Die Verdrängung lag zwischen 13.150 t und 14.300 t.

### Antrieb
Das Schiff war mit zwei Dreizylinder-Verbunddampfmaschinen ausgestattet, die jeweils eine Welle antrieben und insgesamt 15.400 Shp (11.327 kW) entwickelten, mit denen sie eine Höchstgeschwindigkeit von 18 Knoten (33 km/h) erreichten. Der Dampf wurde von zwanzig Belleville-Wasserrohrkesseln geliefert. Das Schiff konnte maximal 1.600 t Kohle mitführen, was ihm bei 10 Knoten (19 km/h) eine Reichweite von 5.320 Seemeilen (9852 km) ermöglichte.

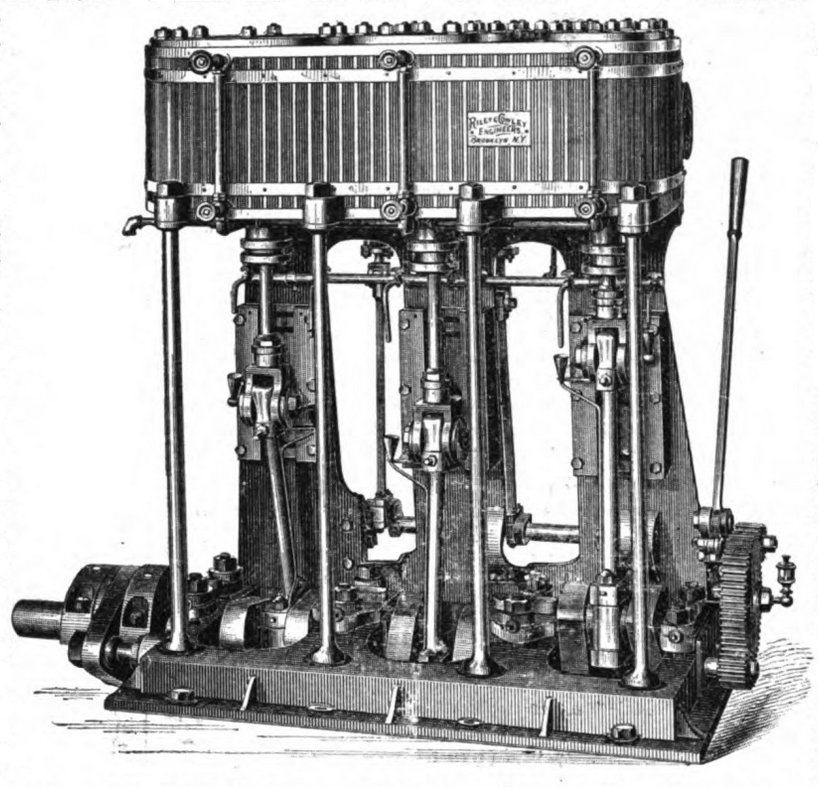
Dreizylinder-Dreifach-Verbunddampfmaschine
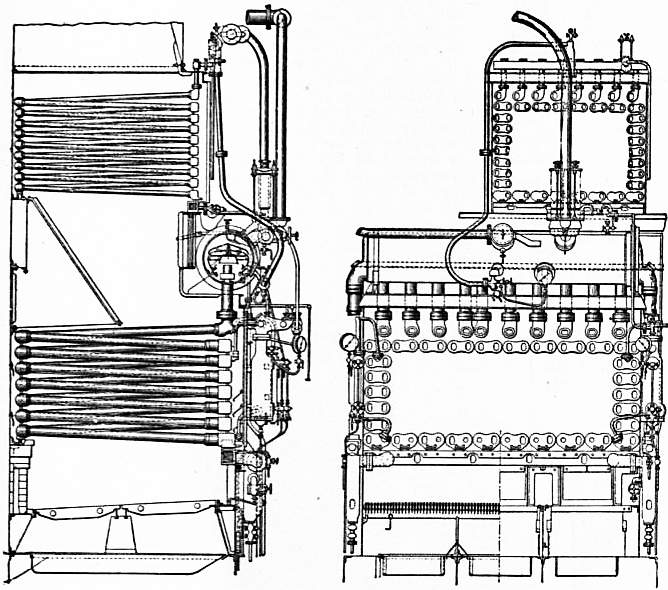
Belleville-Wasserrohrkessel

### Bewaffnung
Die Hauptbewaffnung bestand aus vier 305-mm-Geschützen in zwei Zwillingstürmen vorn und achtern. Die Geschütze waren auf 187 t schweren Lafetten mit einem Seitenrichtbereich von −150 bis +150 Grad montiert. Die Kanonen selbst wogen 47 t und hatten bei einer maximalen Elevation von 13,5° und einer Mündungsgeschwindigkeit von 716 m/s eine Reichweite von 13.590 m. Sie verschossen 386 kg schwere Granaten mit einer Kadenz von etwa zwei Schuss pro Minute. Die Sekundärbewaffnung bestand aus zwölf 152-mm-Schnellfeuergeschützen in Kasematten, sechs auf jeder Breitseite. Die Geschütze waren auf Lafetten mit einem Seitenrichtbereich von +30° bis +150° montiert. Die Kanonen selbst wogen 2,2 t und hatten bei einer maximalen Elevation von 20° und einer Mündungsgeschwindigkeit von 544 m/s eine Reichweite von 9.050 m. Sie verschossen 20,4 kg schwere Granaten mit einer Kadenz von etwa fünf bis sechs Schuss pro Minute. Zur Verteidigung gegen Torpedoboote waren zehn 76-mm-Schnellfeuergeschütze und sechs 47-mm-Schnellfeuergeschütze ebenfalls in Kasematten installiert. Außerdem waren am Schiff vier 457-mm-Torpedorohre unter Wasser angeordnet, zwei auf jeder Breitseite.

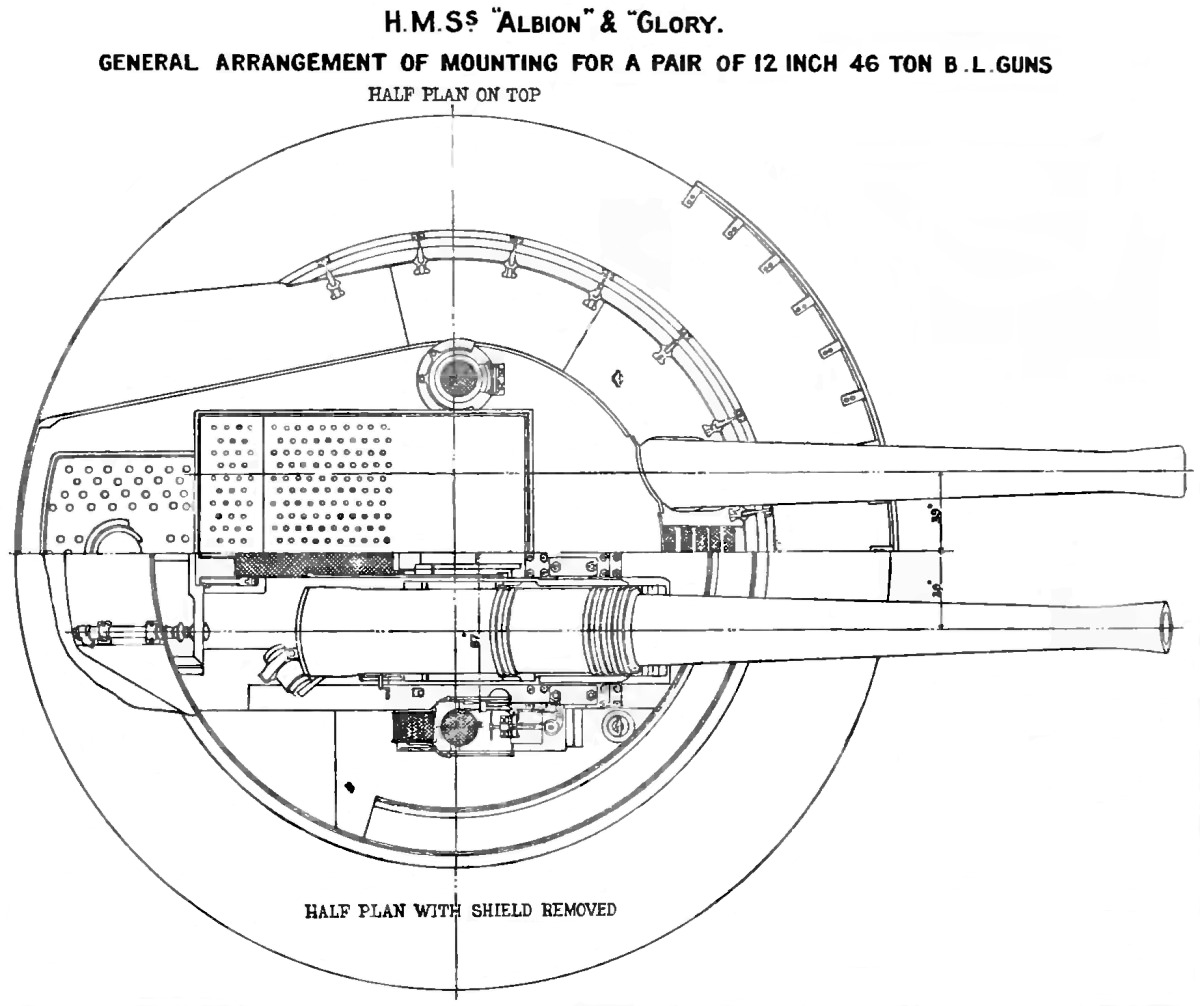
305-mm-Geschütz (BL 12-inch Mk VIII naval gun)
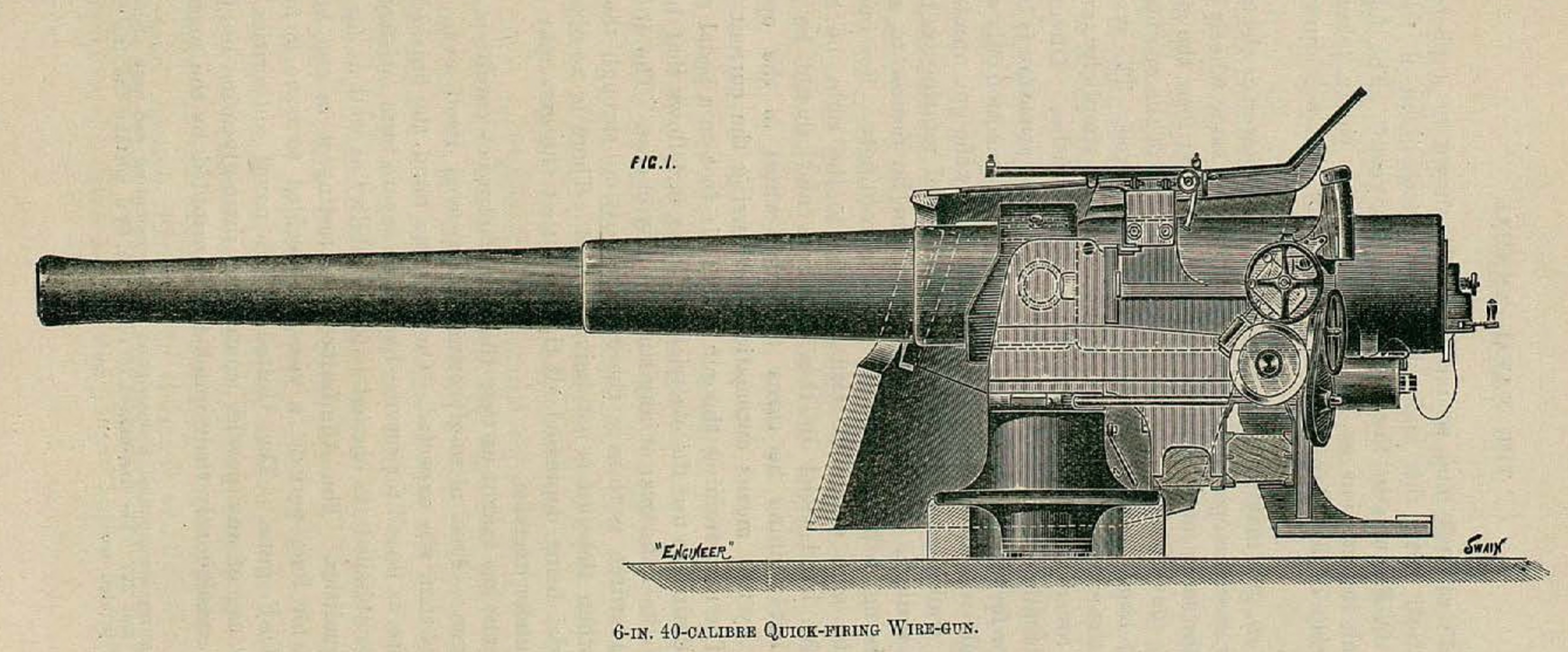
152-mm-Schnellfeuergeschütz (QF 6 inch /40 naval gun)
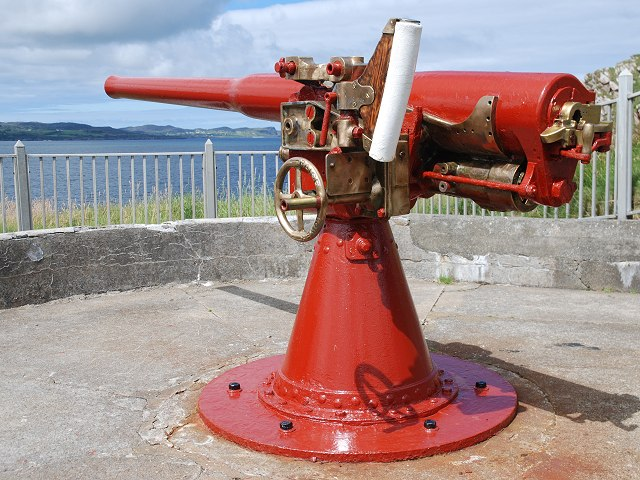
76-mm-Schnellfeuergeschütz (QF 12 pounder 12 cwt naval gun)
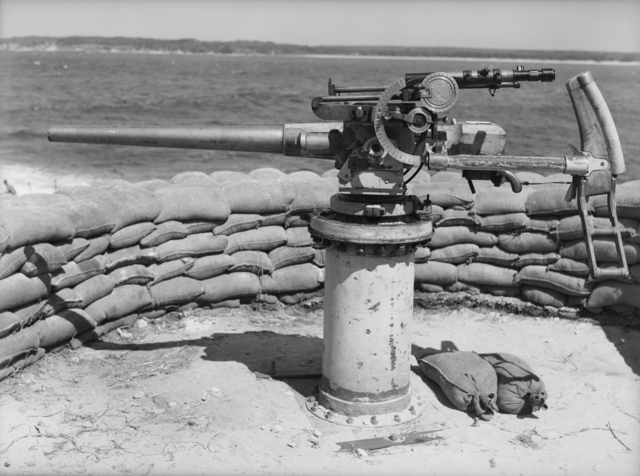
47-mm-Hotchkiss-3-Pfünder-Schnellfeuergeschütz (QF 3 pounder Hotchkiss)
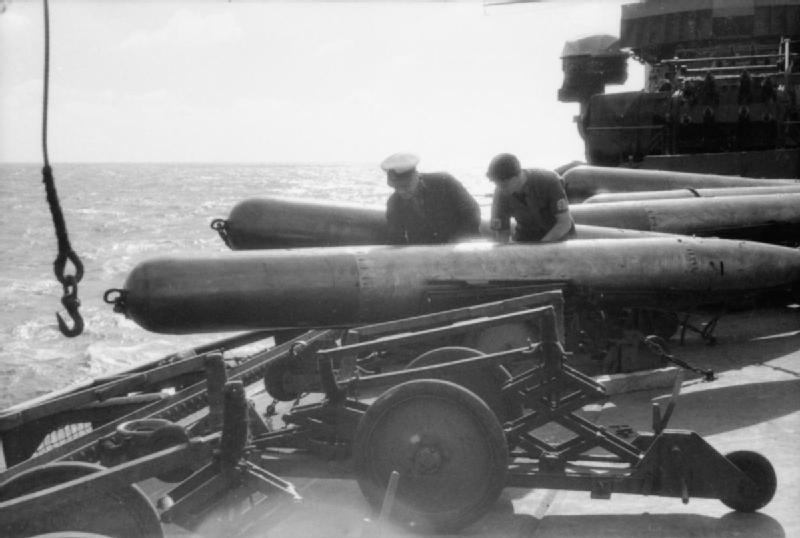
457-mm-Torpedo (British 18-inch torpedo)

### Panzerung

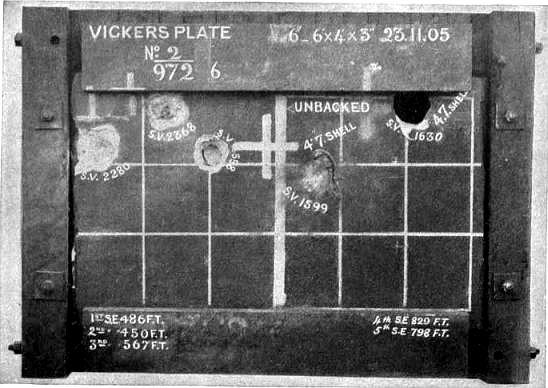
Krupp-Zementstahl

Das Panzerungsschema entsprach weitestgehend dem der Majestic-Klasse, mit Ausnahme einer Verlängerung des Gürtels bis zum Vordersteven durch einen 50 mm starken Plankengang. Der 152 mm dicke Panzergürtel auf Höhe des Hauptdecks erstreckte sich von 2,74 m über der Wasserlinie bis 1,67 m darunter und reichte 59,74 m mittschiffs bis zu den Barbetten. Der 50 mm dicke Plankengang, der gerade bis zum Bug verlief, wo es den Rammdorn stütze, bedeckte die Seite des Schiffes bis 1,21 m oberhalb und stieg im Bereich der vorderen Wasserdichten Abteilung auf 2,74 m an. Das vordere Schott war zwischen 152 mm und 254 mm dick und verlief schräg nach innen, von den vorderen Enden des Gürtels bis zur Stirnseite der vorderen Barbette. Das Schott achtern war zwischen 152 mm und 304 mm dick und verlief in gleicher Weise zur Stirnseite der hinteren Barbette. Die Geschütztürme hatten 203 mm starke Flächen und 50 mm starke Dächer. Die Barbetten waren auf der Vorderseite 254 mm sowie auf der Rückseite 304 mm stark und verjüngten sich auf 152 mm unterhalb des Gürtels. Die Kasematten waren an der Front 127 mm und an den Seiten 27 mm dick. Der vordere Kommandoturm war rundherum mit 304 mm und der hintere mit 76 mm gepanzert. Das Hauptdeck war mit 25 mm und das Mitteldeck mit 27 mm Panzerung versehen und erstreckte sich über die gesamte Länge der Zitadelle zwischen den äußeren Verkleidungen der Barbetten.